# Theridion nigroannulatum
Theridion nigroannulatum är en spindelart som beskrevs av Eugen von Keyserling 1884. Theridion nigroannulatum ingår i släktet Theridion och familjen klotspindlar. Inga underarter finns listade i Catalogue of Life.